# Günhoven
Günhoven ist eine Honschaft (Ortsteil) des Stadtteils Rheindahlen-Land im Stadtbezirk West (bis 22. Oktober 2009 Rheindahlen) in Mönchengladbach mit rund 600 Einwohnern.

## Geographie
Günhoven liegt am westlichen Stadtrand von Mönchengladbach zur. Rheindahlen, der Hauptort der Honschaft, befindet sich rund einen Kilometer Luftlinie entfernt in westlicher Richtung. Günhoven besteht hauptsächlich aus zwei Straßen (Voosener Straße und Stadtwaldstraße), wobei letztere als L 370 Rheindahlen mit Rheydt verbindet. Die Ortschaft ist in Nord-Süd-Ausdehnung rund einen Kilometer lang.

### Nachbargemeinden
| Rheindahlen | Voosen                                      | Genhülsen |
| Rheindahlen | Kompassrose, die auf Nachbargemeinden zeigt | Wickrath  |
| Hilderath   | Mennrath                                    | Wickrath  |

## Kirchengemeinde

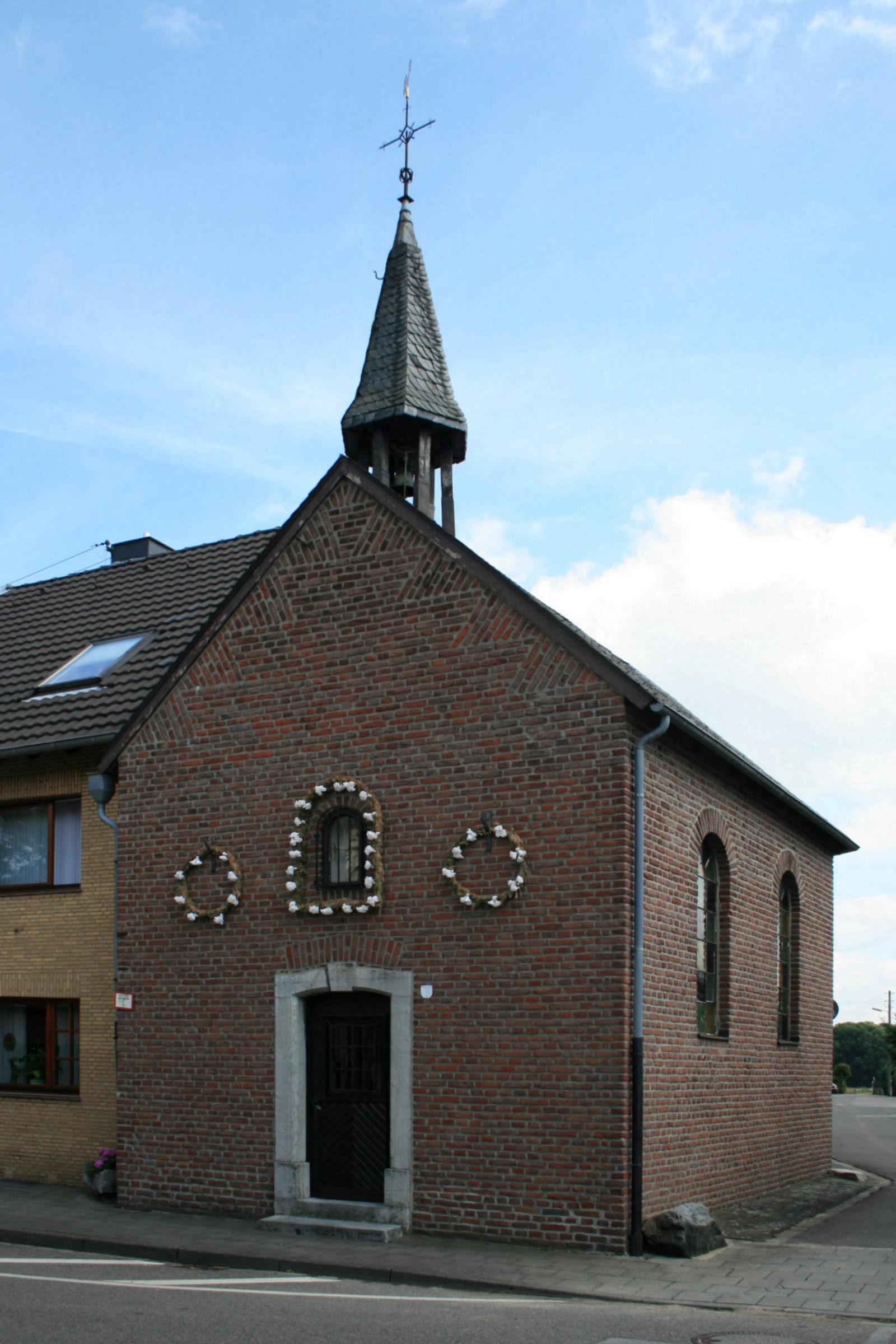
Unter Denkmalschutz stehende Kapelle „Zum hl. Nikolaus“ von 1844

Zentraler Punkt des Ortes ist die St.-Matthias-Kirche für die Dörfer Günhoven, Voosen und Genhülsen. Der erste Spatenstich wurde am 4. Oktober 1947 getätigt, eingeweiht wurde die Kirche am 31. August 1952. Dabei wurde eine Bleikapsel eingemauert, die ein Pergament der Daten der Einweihung sowie ein Bild der Mutter Gottes enthält. Im Juli 2012 wurde die Kirche zu einer Grabeskirche umfunktioniert. An der Günhovener Straße steht die 1844 errichtete Kapelle „Zum hl. Nikolaus“. Dieses Gebäude steht seit dem 2. Juni 1987 unter Denkmalschutz.

## Geschichte
Erste Spuren von Besiedlung auf dem heutigen Günhover Gebiet ist ein fragmentarisch erhaltener Faustkeil, der aus der Zeit um 5000 v. Chr. stammt. Die erste Erwähnung des „Günhofs“ findet 1515 statt.

## Vereine
Neben dem Reitclub St. Georg existiert seit 1877 die Freiwillige Feuerwehr in Günhoven, die 2005 mit der Wache in Kothausen fusionierte. Als Einsatzfahrzeug dient ein HLF 10/10. 2022 wurde der Standort Günhoven geschlossen. Die Einheit rückt jetzt von Kothausen aus.

## Bildung
Seit 1843 existiert eine Grundschule in Günhoven, die sich im 1962 erbauten Schulgebäude an der Stadtwaldstraße befindet.

## Infrastruktur

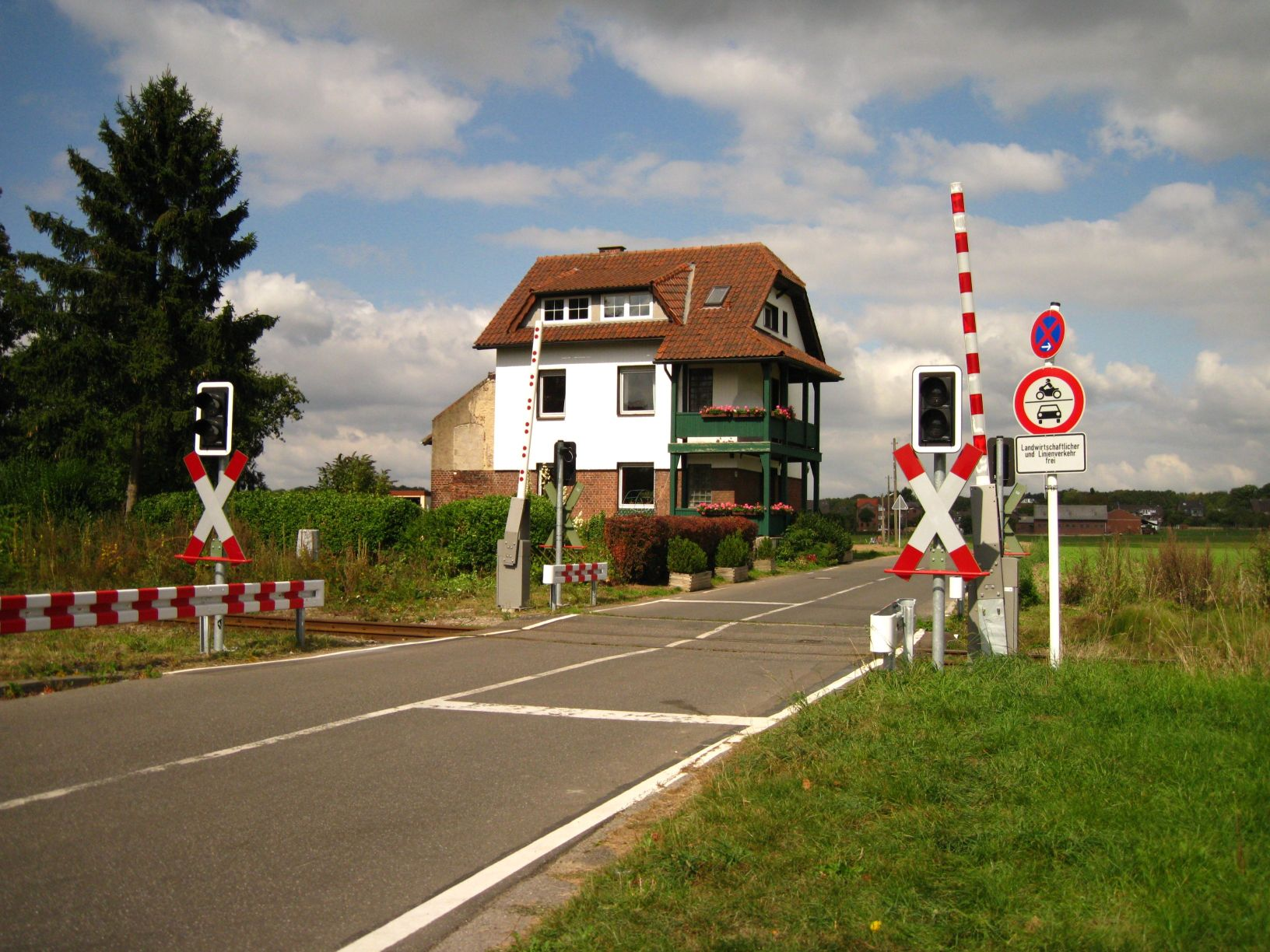
Bahnübergang in Günhoven

Neben der durch Günhoven führenden Stadtwaldstraße von Rheindahlen nach Rheydt (L 370), verläuft ein Teilstück der Bahnstrecke von Dalheim nach Rheydt (Eiserner Rhein) nördlich der Ortschaft vorbei. Zwischen 1911 und 1962 gab es dort einen Haltepunkt. An die Wasserversorgung wurde Günhoven im Jahr 1934 angeschlossen.

## Busverbindungen
Über die in Günhoven gelegene Bushaltestelle Günhoven der Linien 004, 027 (nur an Schultagen) und der an Wochenenden verkehrenden Nachtexpress-Linien NE4 und NE5 von NEW mobil und aktiv Mönchengladbach ist eine Anbindung an den öffentlichen Personennahverkehr gegeben.